# Asfalto goma

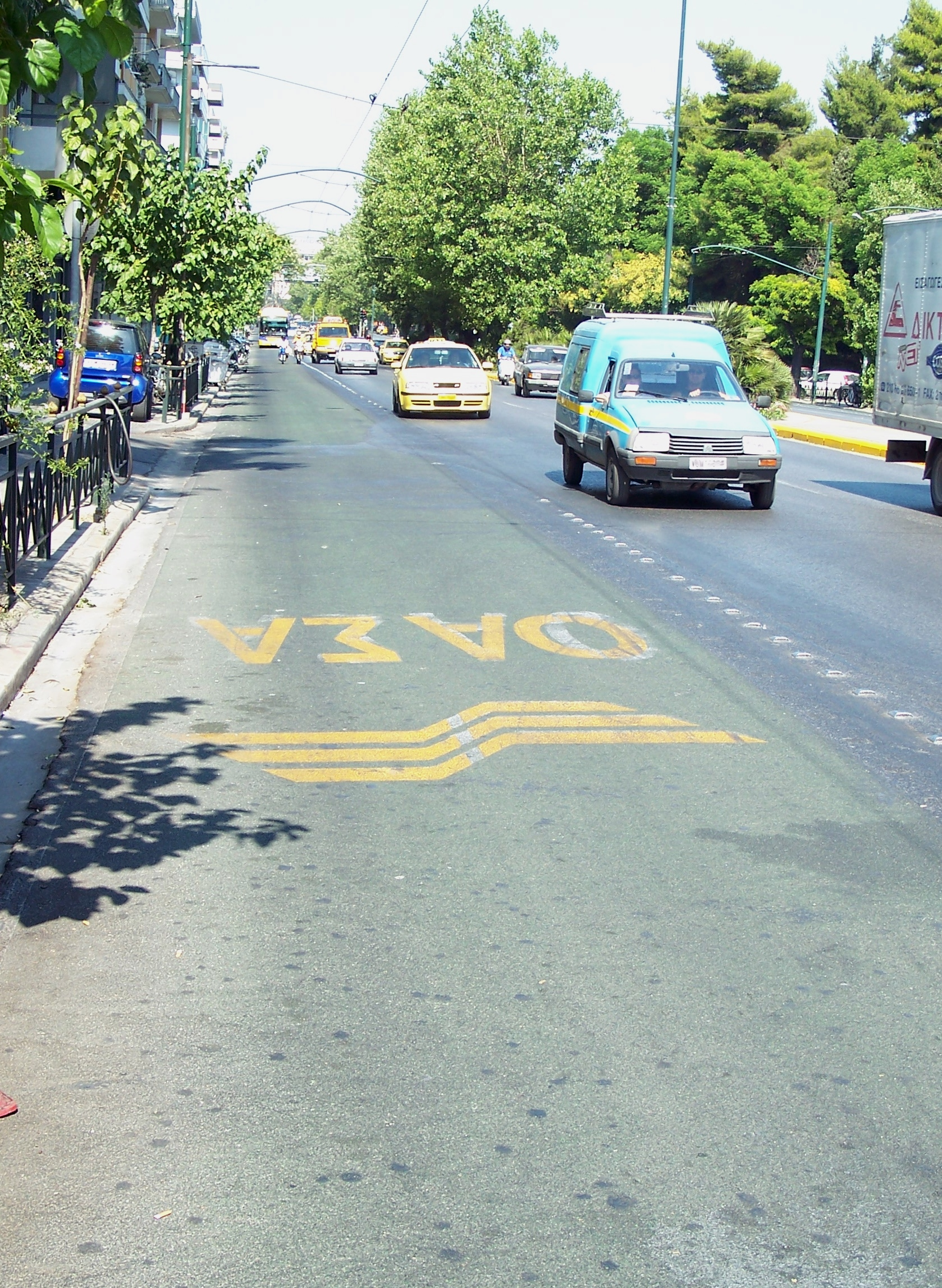
Franja exclusiva para autobuses en Atenas, pavimentada con asfalto goma coloreado y separadas del resto de la calle.

El hormigón asfáltico de goma (en inglés Rubberized asphalt concrete (RAC)) también conocido como asfalto goma o asfalto con caucho es un tipo de material que consiste en hormigón asfáltico mezclado con polvo de neumático. El polvo de neumático se extrae de los neumáticos desechados, evitando así que ocupen espacio en los vertederos, o que sean reciclados como combustible derivado de neumático en plantas energéticos o reciclados en productos de goma. El asfalto de goma es el mayor mercado de goma reciclada en Estados Unidos, consumiendo una cantidad de 100.000 toneladas anuales de goma, o aproximadamente 12 millones de neumáticos anuales.
El uso de asfalto goma como material de pavimento empezó en Phoenix, Arizona en determinadas áreas de las autopistas metropolitanas de la ciudad en los años 1960 debido a que se comprobó su alta durabilidad. Desde entonces ha generado mucho interés porque también se comprobó que reduce el ruido que realiza la rodadura del tráfico.

## Uso en Estados Unidos
En 2003 el Departamento de Transporte de Arizona empezó un estudio para comprobar si la puesta de asfalto goma podría hacer innecesarias las barreras acústicas. Después de un año de investigación se demostró que el asfalto goma podía reducir hasta 12 decibelios, con una reducción media de 7 a 9 decibelios. Arizona se ha convertido así en el líder en el uso de asfalto goma y varios estados del Sur han empezado a utilizarlo como California, Florida, Texas, Carolina del Sur, Nevada y Nuevo México. En los estados del norte se está empezando a estudiar su durabilidad ante condiciones frías.

## Uso en Europa
En el Circuito de Spa-Francorchamps en Bélgica se han probado tramos con este tipo de asfalto.
En España se empezaron los primeros estudios en 1994, pero no fue hasta 2002 cuando empezaron a construirse asiduamente. De hecho el Ministerio de Fomento junto con el de Medio Ambiente publicaron en mayo de 2007 una guía.